# Драксенић
Драксенић је посавско насељено мјесто у општини Козарска Дубица, Република Српска, БиХ.

## Географија
Драксенић се налази на северу Републике Српске, пар километара источно од Козарске Дубице и јужно од села Доња Градина.

## Историја
Драксенић се налази у близини логора Јасеновац и Доње Градине, те је доживело велика страдања током усташког терора у Другом светском рату.
Покољ у Драксенићу десио се 14. јануара 1942. године. Починили су га усташе и припадници Хрватског домобранства у склопу напада на Доњу Градину и Драксенић и том приликом на хладнокрван начин убили 207 житеља српског села Драксенић, махом жена и дјеце. Већина жртава побијена је у некадашњој цркви у овом мјесту.
Данас, на том мјесту се налази гроб мозгова и крви, јединствен споменик такве врсте у свијету.

## Култура
У Драксенићу, данас постоји новија црква са војничким гробљем.

## Економија
Раније је у насељеу била активна велика творница „Пољопривреда Драксенић“.

## Становништво
|             | 2013.        | 1991.        | 1981.        | 1971.        | 1961.        |
| Укупно      | 571 (100,0%) | 725 (100,0%) | 695 (100,0%) | 782 (100,0%) | 874 (100,0%) |
| Срби        | 554 (97,02%) | 685 (94,48%) | 645 (92,81%) | 755 (96,55%) | 855 (97,83%) |
| Хрвати      | 10 (1,751%)  | 6 (0,828%)   | 11 (1,583%)  | 12 (1,535%)  | 12 (1,373%)  |
| Неизјашњени | 4 (0,701%)   | –            | –            | –            | –            |
| Непознато   | 2 (0,350%)   | –            | –            | –            | –            |
| Бошњаци     | 1 (0,175%)   | 1 (0,138%)1  | –            | 6 (0,767%)1  | –            |
| Југословени | –            | 26 (3,586%)  | 38 (5,468%)  | 8 (1,023%)   | 1 (0,114%)   |
| Остали      | –            | 7 (0,966%)   | 1 (0,144%)   | 1 (0,128%)   | 3 (0,343%)   |
| Мађари      | –            | –            | –            | –            | 3 (0,343%)   |

1. 1 На пописима од 1971. до 1991. Бошњаци су пописивани углавном као Муслимани.